# Pediocactus simpsonii
Pediocactus simpsonii Britton & Rose es una especie de planta fanerógama de la familia Cactaceae. 

## Distribución
Es endémica de Estados Unidos en Montana y norte de Arizona, a 1800-3000 m s. n. m. Viene de la ubicación de altura, no le gusta en el verano el calor excesivo, especialmente el calor húmedo.

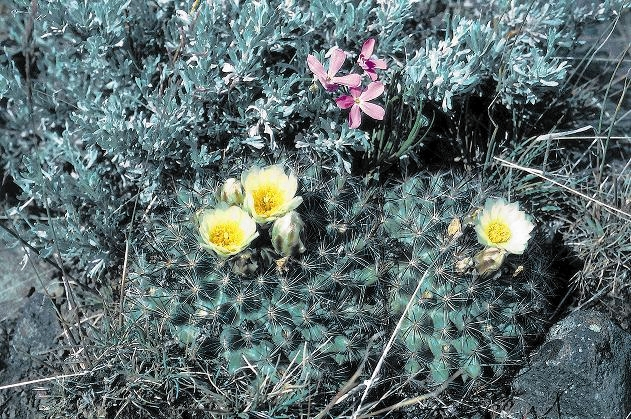

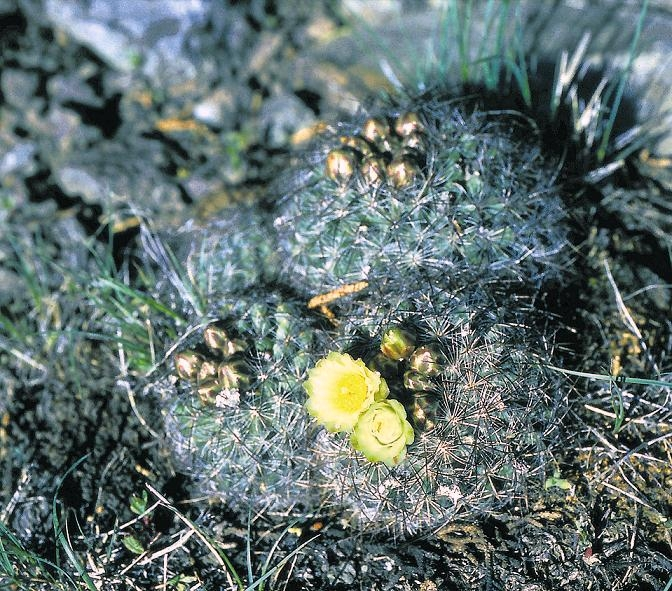

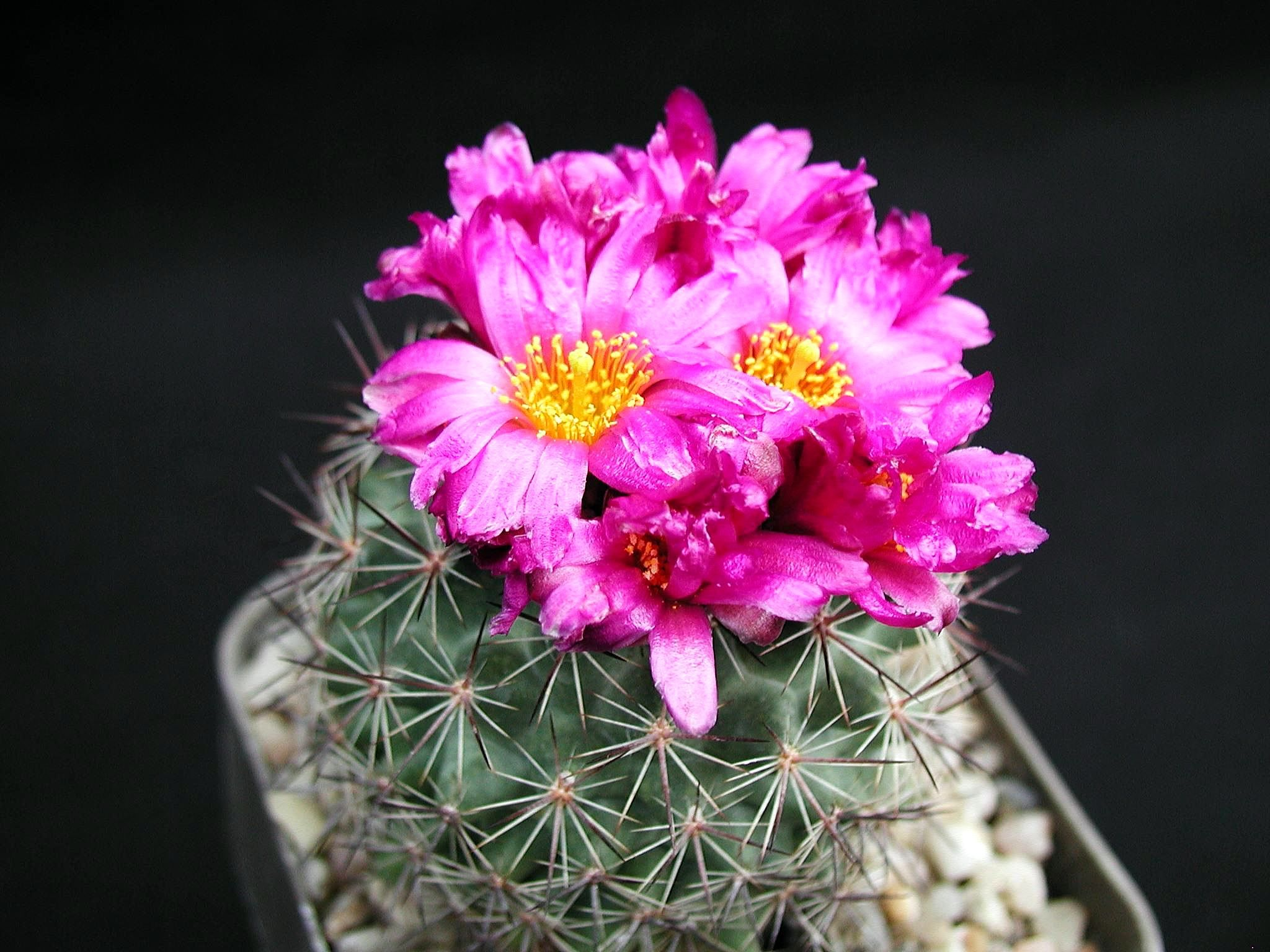
Con flores rojas

## Descripción
Es un cactus solitario, con el tallo de color verde y 2.5-15 cm de altura, 12,5 cm de diámetro, se aplana en invierno; con tubérculos dispuestos en espiral de 6-15 mm de largo ; areolas choras de jóvenes, 5 a 11 espinas centrales de color amarillo pálido en las plantas maduras,de 1-2 cm de largo , 15 a 35 blanquecinas radiales de 6-12 mm de largo. Las flores son acampanadas, de color rosa pálido o amarillo pálido, se encuentran en el ápice de la planta y alcanzan los 15-25 mm de ancho y largo.  Los frutos son esféricos, de color verde con un tinte rojizo ocasional, con división abierta cuando maduran.

## Cultivo
Necesidades de riego: regular el agua a finales de invierno, comienzos de primavera, y también en el otoño, cuando empieza a crecer, y muy poca agua el resto del tiempo. Utilice un suelo con poca materia orgánica.

## Taxonomía
Pediocactus simpsonii fue descrita por (Engelm.) Britton & Rose y publicado en An Illustrated Flora of the Northern United States, Canada and the British possessions ... 2: 570. 1913.
Etimología
Pediocactus: nombre genérico que deriva de las palabras griegas: "pedion" - lo que significa "llanura" - por las Grandes Llanuras de los Estados Unidos donde se encuentran las plantas.
simpsonii: epíteto otorgado en honor de James Hervey Simpson (1813–1883).
Variedad aceptada
- Pediocactus simpsonii var. minor (Engelm.) Cockerell

Sinonimia
- Pediocactus nigrispinus
- Pediocactus nigrispinus ssp. puebloensis
- Pediocactus simpsonii var. nigrispinus
- Pediocactus simpsonii var. indranus
- Pediocactus simpsonii ssp. indranus
- Pediocactus nigrispinus var. beastonii
- Pediocactus nigrispinus ssp. beastonii
- Mammillaria simpsoni
- Echinocactus simpsoni
- Pediocactus simpsonii ssp. idahoensis[3]